# Kirkcudbright
Kirkcudbright är en ort i Storbritannien.   Den ligger i kommunen Dumfries and Galloway och riksdelen Skottland, i den centrala delen av landet, 400 km nordväst om huvudstaden London. Kirkcudbright ligger 4 meter över havet och antalet invånare är 3 367.
Terrängen runt Kirkcudbright är platt söderut, men norrut är den kuperad. Kirkcudbright ligger nere i en dal.  Närmaste större samhälle är Dalbeattie, 17,9 km nordost om Kirkcudbright. Trakten runt Kirkcudbright består i huvudsak av gräsmarker.